# 3040 Kozai
3040 Kozai eller 1979 BA är en asteroid i huvudbältet som korsar Mars omloppsbana. Den upptäcktes 23 januari 1979 av den amerikanske astronomen William Liller vid Cerro Tololo. Den har fått sitt namn efter den japanske astronomen Yoshihide Kozai.